# 발데마르 바샤노프스키
발데마르 로무알트 바샤노프스키(폴란드어: Waldemar Romuald Baszanowski, 1935년 8월 15일 ~ 2011년 4월 29일)는 폴란드의 역도 선수였다.

## 생애
그루지옹츠에서 태어난 바샤노프스키는 자신의 25번째 생일 한달 후에 자신의 첫 세계 선수권 대회에 출전했다.
바샤노프스키는 24개의 세계 기록과 61개의 국내 기록을 세웠다. 그는 1964년과 1968년 하계 올림픽에서 2연속 금메달을 획득하고, 세계 선수권 대회에서 총 10개의 메달(5개의 금메달과 5개의 은메달)로 사상 다른 역도 선수들보다 더 많은 메달을 획득하였다.
그의 첫번째 아내 아니타는 그가 운전자가 되었던 1969년 7월 8일 자동차 사고로 사망하였는 데, 바샤노프스키 자신과 그의 아들은 살아남았다.
1993년 국제 역도 연맹 명예의 전당으로 헌액되고, 1999년 유럽 역도 연맹의 회장이 되었다.
75세의 나이로 바르샤바에서 사망하였다.